# Ветка (Приморский край)
Ве́тка — село в Ольгинском районе Приморского края России. Входит в состав Пермского сельского поселения.

## География

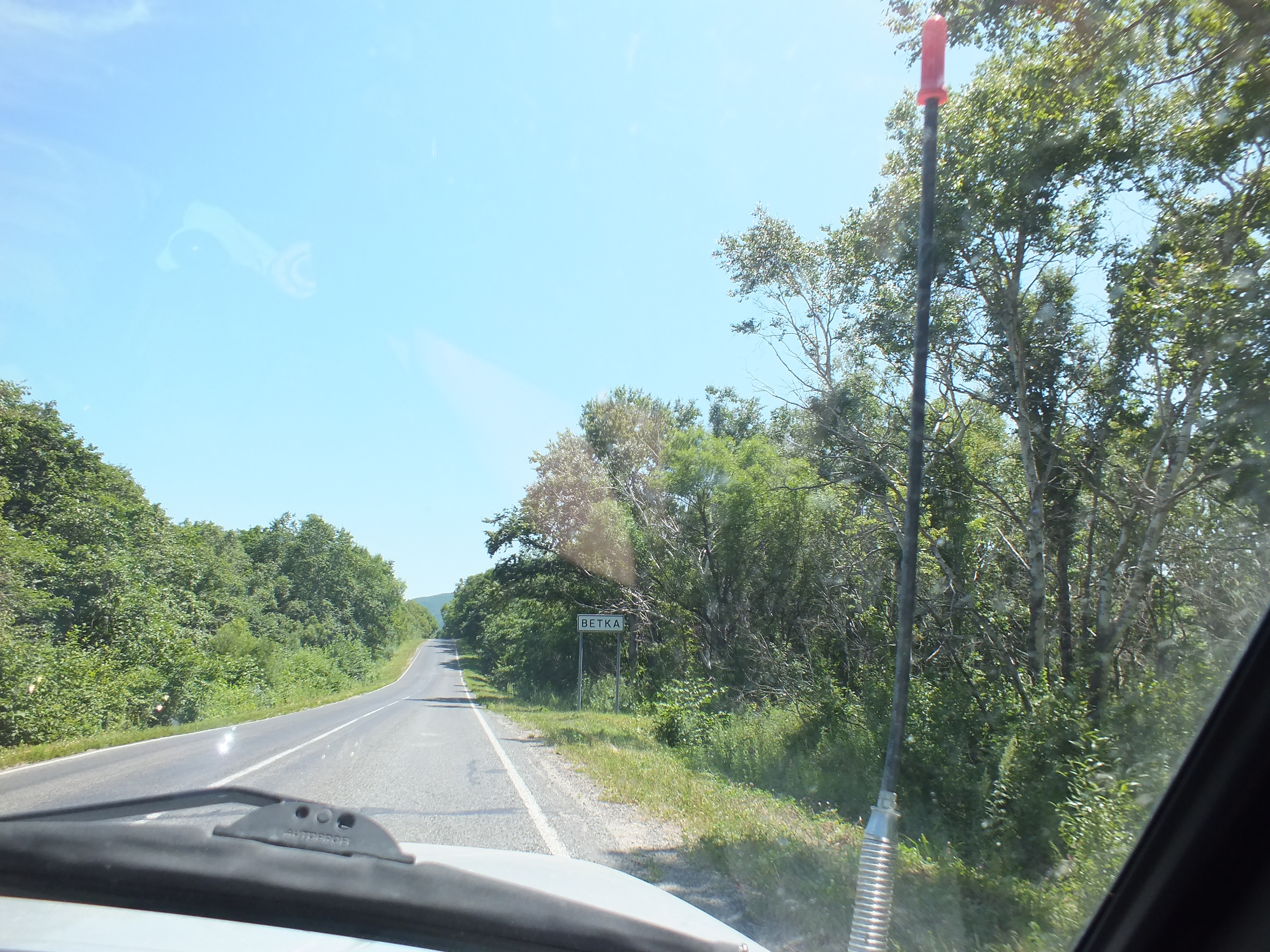
Указатель на трассе Находка — Ольга

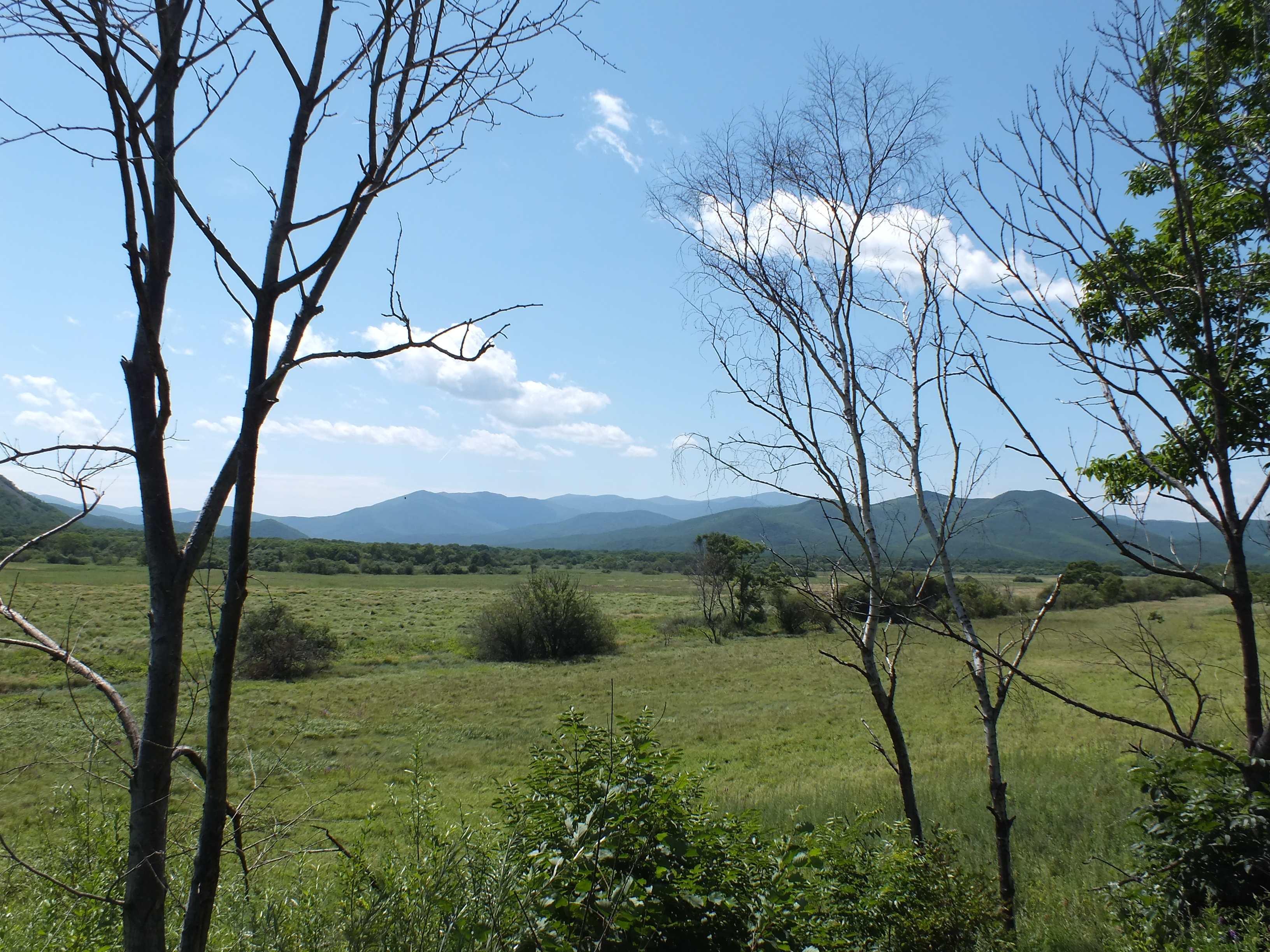
Вид на долину реки Аввакумовка из окрестностей села Ветка

Село расположено на левом берегу реки Аввакумовка выше впадения в неё рек Арзамазовка и Васильковка.
Село стоит на трассе Р447, до посёлка Ольга 17 км, до села Пермское 5 км.

## 
Село основано в 1861 году переселенцами с западных областей России.

## Экономика

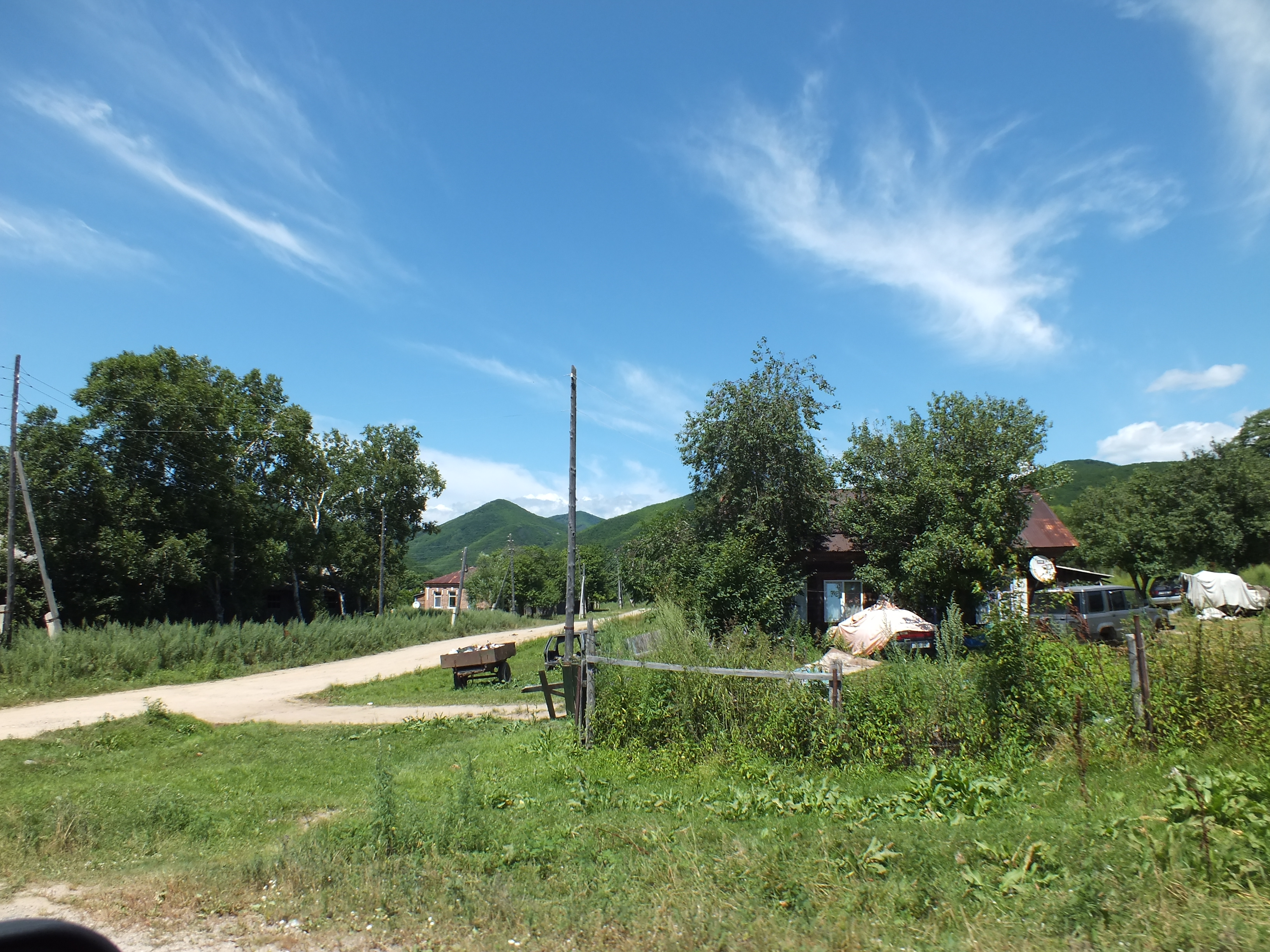
На сельской улице

Основа экономики — лесозаготовки, сельское хозяйство мясо-молочного направления и выращивание кормов. Активно развита охота и рыбалка, сбор дикоросов и даров тайги. В осеннее время в Аввакумовке организуется лицензионный лов кеты.

## Связь, транспорт
Операторы сотовой связи — Билайн и МегаФон. Из-за особенностей рельефа устойчивая связь возможна только на небольшом удалении от села.
Внутрирайонное автобусное сообщение с посёлком Ольга.

## Улицы
| - ул. Будённого, - ул. Заречная, - ул. Луговая, - ул. Набережная, - ул. Центральная. |

## Население
| 1915 | 1926 | 2002 | 2008 | 2010 |
| ---- | ---- | ---- | ---- | ---- |
| 194  | ↘177 | →177 | ↗203 | ↘184 |